# Опівнічні коханці (фільм, 1953)
«Опівнічні коханці» (фр. Les amants de minuit) — французький драматичний фільм 1953 року режисера Роже Рішебе з Дані Робен і Жаном Маре у головних ролях. Це романтичний фільм, де мрії стикаються з суворою реальністю життя.

## Сюжет
Це поетичний фільм про несподіване нічне кохання «Попелюшки» у новорічну ніч. Непомі́тна продавчиня Франсуаза (Дані Робен), на яку ніхто не звертає уваги, як завжди змушена святкувати одна. Та стається чудо і багатий красень Марсель (Жан Маре) ніби в казці заходить до крамниці, де вона працює, і запрошує її піти на новорічний бал до одного з найдорожчих ресторанів Парижа. Однак, як і в казці, несподіване щастя тривало недовго.

## Ролі виконують
- Жан Маре — Марсель Дюляк
- Дані Робен — Франсуаза Летанер
- Луї Сеньє —  пан Поль
- Мішелін Ґарі[fr] — Моніка
- Жізель Грандпре[fr] — пані Поль
- Жак Деноель[fr] — доставник

## Навколо фільму
- Крім фільму «Опівнічні коханці» акторський дует Дані Робен з Жаном Маре можна побачити у кінострічках: 1953 року «Жульєтта»[fr] режисера Марка Аллегре і 1962 року «Паризькі таємниці» режисера Андре Юнебля.
- У 1953 році у Франції фільм відвідали 1.43 млн глядачів.